# 开化站
开化站位于浙江省衢州市开化县县城南部的华埠镇，距离县城车程15分钟，是衢九铁路的一座火车站。车站于2014年开工，於2017年12月28日投入运营，至2018年春运前日均发送旅客255人。开化站站前片区总面积1823.9亩，规划有物流园区、站前广场、商业核心区、住宅区四部分，以带动周边地区经济发展。

## 车站结构

### 站房

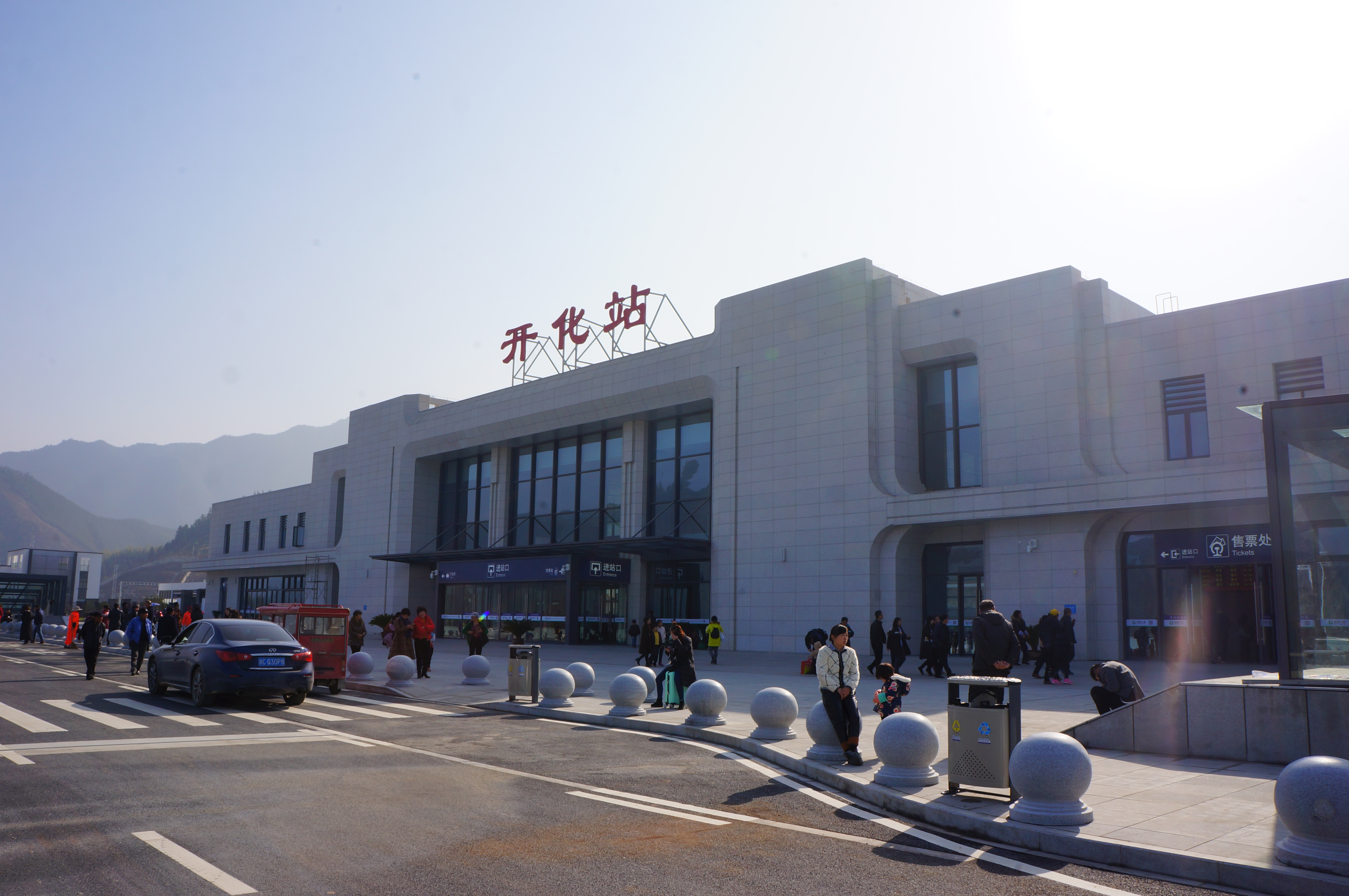
车站站房

开化站为线侧平式站房，站房建筑面积3996平方米，建筑总高度15.4米。站房采用简洁的的几何形体，立面通过采用白色实墙与玻璃幕墙的均匀搭配使得其清新大气，体现出开化工业新城经济腾飞的动力。站房地上局部二层，地下一层。一层设有售票厅和候车厅，其中候车厅最高聚集人数为500人。
- 售票处
- 候车室
- 车站站房与1站台间的花园
- 进出站地道

### 站场
开化站设2站台5线，其中正线2条，到发线3条，站台为一岛一侧式。站房与站场通过地下通道连接。此外车站还设有一个中型货场。
| 1F |          | 机走线                          |
| 1F | 3站台    | 建设中                          |
| 1F | 岛式站台 |                                 |
| 1F | 2站台    | 衢九铁路 往九江方向（杨林镇站） |
| 1F | 通过线   | 衢九铁路下行列车通过线          |
| 1F | 通过线   | 衢九铁路上行列车通过线          |
| 1F | 1站台    | 衢九铁路 往衢州方向（辉埠站）   |
| 1F | 侧式站台 |                                 |
| 1F | 站房     | 进站口、售票、候车、检票口      |

## 接驳交通
开化站的接驳交通设在面积51300平方米的站前广场地面和地下。地面部分设公交车、出租车、社会车辆以及大型车辆停车场，其中公交车和出租车场位于出站口旁；地下部分则是面积为14986平方米的车库。

## 车站周边
- 叶溪村
- 华埠镇